# Ledropsis angularis
Ledropsis angularis är en insektsart som beskrevs av William Lucas Distant 1916. Ledropsis angularis ingår i släktet Ledropsis och familjen dvärgstritar. Inga underarter finns listade i Catalogue of Life.